# Бархатово (Красноярский край)
Бархатово — село в Берёзовском районе Красноярского края России. Административный центр Бархатовского сельсовета. 

## География
Находится на берегах реки Есауловка, примерно в 11 км к востоку от районного центра, посёлка Берёзовка, на высоте 163 метров над уровнем моря.

## Экономика
ОАО Птицефабрика "Бархатовская".

## Население
| 1989 | 2002  | 2010  |
| ---- | ----- | ----- |
| 1654 | ↘1628 | ↘1513 |

Гендерный состав
По данным Всероссийской переписи населения 2010 года 702 мужчины и 811 женщин из 1513 чел.

## Улицы
Уличная сеть села состоит из 14 улиц.